# Marek Rother
Marek Rother (ur. 21 maja 1968 w Rudzie Śląskiej) – polski pływak, mistrz świata w pływaniu zimowym i pływaniu lodowym, mistrz Europy w pływaniu w kategorii Masters. Był reprezentantem klubu TS Weteran Zabrze oraz WKS Śląsk Wrocław.

## Najważniejsze osiągnięcia

### 2009

#### European Masters Swimming Championships,Cadiz,Hiszpania
- Mistrz Europy na dystansach 100 i 200 metrów stylem grzbietowym[3].

### 2018

#### European Masters Swimming Championships,Kranj,Słowenia
- Mistrz Europy na dystansie 200 metrów stylem grzbietowym[3].

#### Winter Swimming World Championships,Tallinn,Estonia
- Mistrz świata na dystansach 100 i 200 metrów stylem dowolnym[4].

### 2020

#### Winter Swimming World Championships, Lake Bled,Słowenia
- Wicemistrz świata na dystansach 100, 200, 450 i 1000 metrów stylem dowolnym[4].

### 2022

#### World Championship Ice Swimming,Głogów,Polska
- Mistrz świata na dystansach 250, 500 i 1000 metrów stylem dowolnym w kategorii wiekowej 50-54, 100 metrów stylem zmiennym  w kategorii wiekowej 50-54, 50 metrów stylem motylkowym w kategorii wiekowej 50-54 i 50 metrów stylem grzbietowym w kategorii wiekowej 50-54[5][6].

### 2023

#### World Championship Ice Swimming,Samoëns,Francja
- Mistrz świata na dystansie 250, 500 i 1000 metrów stylem dowolnym w kategorii wiekowej 55-59, 50 i 100 metrów stylem grzbietowym w kategorii wiekowej 55-59 oraz 100 metrów stylem zmiennym w kategorii wiekowej 55-59[7].

### 2024

#### IISA 1st European Championship,Oradea,Rumunia
- Wicemistrz Europy na dystansie 500 metrów stylem dowolnym w kategorii wiekowej 55-59 oraz 100 metrów stylem grzbietowym  w kategorii wiekowej 55-59, mistrz Europy na dystansie 250 i 1000 metrów stylem dowolnym w kategorii wiekowej 55-59 oraz 50 metrów stylem grzbietowym w kategorii wiekowej 55-59[8].